# Manhattan Chess Club
El Manhattan Chess Club de Manhattan fou el segon club d'escacs més antic dels Estats Units (rera el Mechanics' Institute Chess Club a San Francisco) abans que fos clausurat. El club es va fundar el 1877 i al començament tenia tres dotzenes de membres (homes), que es varen anar incrementant fins a alguns centenars. Les dones varen poder ser-ne membres a partir del 1938. El club va anar canviant de localització al llarg del temps. Es va tancar definitivament el 2002.

## Esdeveniments notables
El club va organitzar el Torneig d'escacs de Nova York de 1924 (guanyat per Emanuel Lasker) i també el Torneig d'escacs de Nova York de 1927 (guanyat per José Capablanca), i hostatjava sovint rondes del Campionat d'escacs dels Estats Units a partir dels 1930s; també fou la seu de dos matxs pel Campionat del món, els anys 1886 i 1891.
Els propis campionats del club foren alguns dels torneigs més forts dels Estats Units (Frank Marshall i Isaac Kashdan, ambdós Grans Mestres, varen guanyar el campionat tres cops). Altres participants notables foren Géza Maróczy, qui va disputar diversos campionats i el va guanyar el 1927, Abraham Kupchik, qui va guanyar el campionat del club onze cops, Arthur Bisguier, set cops campió, Alexander Kevitz, Arnold Denker, i Walter Shipman, sis cops campions cadascú, i David Graham Baird i Pal Benko, amb cinc campionats.
Entre els jugadors que es varen formar al club hi ha Arnold Denker, Arthur Feuerstein, Bobby Fischer, I. A. Horowitz, William Lombardy, i Samuel Reshevsky. El 1970 Fischer va participar en un torneig blitz organitzat pel club, puntuant-hi 21½/22. El mestre d'escacs del mig-oest Billy Colias va portar les regnes del club el 1993.
L'excampió del món d'escacs José Raúl Capablanca estava mirant una partida amistosa al club el 7 de març de 1942 quan va patir un atac, i va morir l'endemà.
El llibre titulat, The Bobby Fischer I Knew And Other Stories, de Denker i Larry Parr, conté moltes històries al voltant del Manhattan Chess Club.